# G.I. Bill of Rights
De G.I. Bill of Rights of de Servicemen's Readjustment Act van 1944 was gericht op een vlotte integratie en beloning van alle Amerikaanse veteranen die terugkeerden naar de Verenigde Staten na de Tweede Wereldoorlog. Deze veteranen werden aangeduid met G.I. (Government Issue). De regeling voorzag in een hogere opleiding of een beroepsopleiding voor de veteranen die door de staat werd betaald. Ze kregen ook gedurende een jaar een werkloosheidsuitkering en konden voordelige leningen aangaan om een huis te kopen of om een zaak te beginnen.